# Arie Groenevelt

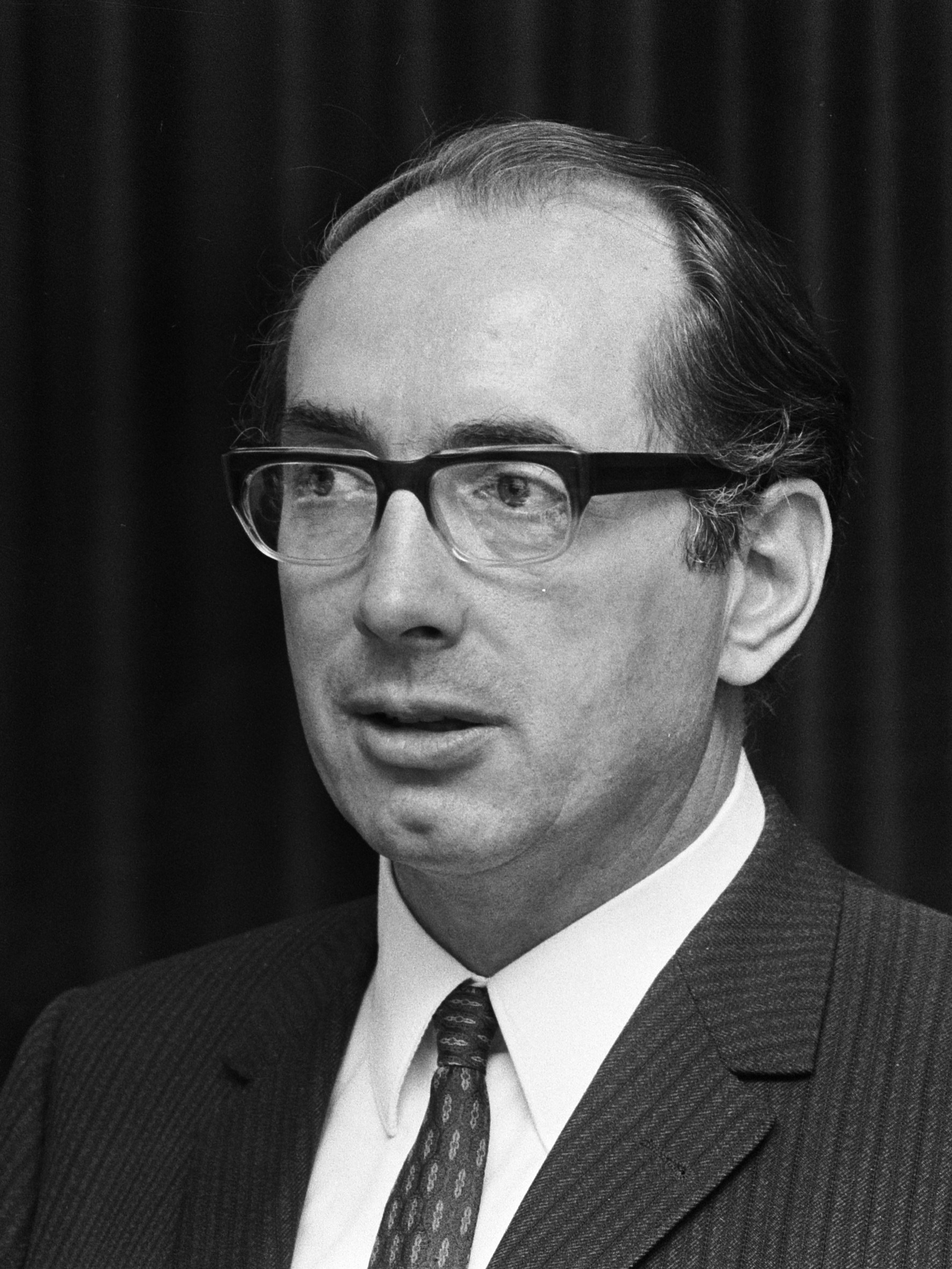
Arie Groenevelt (16 november 1971)

Arie Groenevelt (Leiden, 25 januari 1927 – Houten, 24 december 2017) was een Nederlands vakbondsbestuurder. Van 1969 tot 1979 was hij voorzitter van de Industriebond NVV, daarna tot 1983 van de Industriebond FNV.
Als vakbondsleider van het NVV in de jaren zeventig was Groenevelt medebepalend voor maatschappelijke hervormingen. Hij werd gekenmerkt als radicaal en rechtlijnig, polarisator bij uitstek met een socialistische maatschappijvisie. Het was een tijd van veel arbeidsonrust, gekenmerkt door vele stakingen.

## Loopbaan
Groenevelt groeide op in Utrecht. Op zijn 14e werd hij instrumentenmaker bij EMI. Na de oorlog sloot hij zich aan bij de socialistische jeugdorganisatie AJC, later de Paasheuvelgroep. Daar kwam hij al snel in een bestuurdersfunctie terecht. Via de AJC werd hij benoemd werd tot technisch medewerker bij de metaalbewerkingsbond. Kort daarna werd hij omgeschoold tot vakbondsbestuurder. In 1967 kwam hij in het hoofdbestuur. Toen voorzitter Zondervan stierf werd Groenevelt de nieuwe voorzitter. Hij fuseerde de metaalbond met twee andere bonden tot de Industriebond.
Zijn motto was 'De verheffing van de arbeider'. Begin jaren zeventig vervaardigde hij met een aantal gelijkgezinden een nota getiteld 'Fijn is anders'. Daarin kwam een sterke antikapitalistische maatschappijvisie naar voren, die op veel weerstand binnen de werkgeversverenigingen stuitte. De economische malaise in scheepsbouw en textielindustrie eind jaren 70 was voor Groenevelt aanleiding de vakbondskoers te matigen. Veel vakbondsleden hadden moeite met deze ommezwaai. Kaderlid Hofman zei hierover: "Het was een klap in je gezicht dat Arie taal ging uitslaan die we altijd van de overheid en de werkgevers hadden gehoord." Groenevelt verweet op zijn beurt het overige vakbondskader dat die de stap 'loon voor werk' niet durfde te zetten.
Niettemin bleef Groenevelt politici niet ontzien. Zelfs PvdA-voorman Joop den Uyl ontkwam niet aan zijn kritiek. Toen die in 1982 tijdens het kortstondige kabinet-Van Agt II als minister van Sociale zaken bezuinigingsmaatregelen aankondigde op de Ziektewet, benoemde Groenevelt hem tot 'minister van asociale zaken'.
Groenevelt had voortdurend ruzie met de ambtenarenbond ABVA. Hij hekelde de vaste rechtspositie van de overheidsdienaren en hun riante pensioenregeling, tot woede van ABVA-voorzitter Dutman. Ook over prijscompensatie in procenten, bevochten na een FNV-staking in 1976, spuwde hij op een FNV-congres in 1979 zijn gal: "Waarom krijgt de professor er een kwartje bij en de metaalarbeider maar een dubbeltje?" Geen procenten, maar centen, meende hij.
Voorjaar 1983 trad hij af als voorzitter. Op 11 december 1997 blikte Groenevelt tijdens het 25-jarig jubileum van de FNV terug op de totstandkoming van het poldermodel. Verrassend genoeg zag hij voor zichzelf daarin ook een rol als gangmaker en gaf hij aan dat ook zonder de bemiddelende rol van de centrale overheid de conflicten tussen werknemers en werkgevers op den duur zouden zijn verminderd. Toch reageerde hij op de stelling dat tegenwoordig van laag naar hoog iedereen in loondienst is, ook de topman: "Maar die heeft wel de macht over werk en inkomen van allen. Het gaat om tegenmacht. Nog afgezien van de buitenproportionele inkomensverschillen."
Na zijn pensionering werd Groenevelt actief binnen de lokale gemeentepolitiek van Houten, alwaar hij in 2003 lijstduwer was van de PvdA. Ook verrichtte hij werkzaamheden voor De Grijze Vuist (een actiecomité van gepensioneerden van FNV Bondgenoten), getuige een brief uit 2008, gericht aan FNV-bondgenoten.
In 2009 stelde hij tijdens een interview: "Het is jammer dat het nu wat minder gaat op economisch gebied. Wij hebben alles zien groeien, de voorzieningen als de WW, WAO, AOW, huursubsidie. De generaties na ons zijn eraan gewend. Die vinden minderen moeilijk. Wij zijn gewoon vergeten te zeggen dat de bomen niet tot aan de hemel groeien. En wat is rijk. Hoewel het minder gaat wonen we nog in huizen waar veel mensen uit ontwikkelingslanden een moord voor zouden doen. Het is niet eerlijk verdeeld in de wereld. Ik ben socialist in hart en nieren en dat hoop ik nog lang te blijven. Gerechtigheid en samen delen zijn het belangrijkste in een maatschappij."
In 2015 publiceerde hij zijn memoires onder de titel De lotgevallen van een crisiskind.

## Filmportret
In 1992 maakte cineast Remy Vlek een filmportret van Groenevelt, getiteld Radicaal en rechtlijnig, over de rol van Groenevelt als radicale vakbondsleider tijdens de roerige jaren zeventig.